# 히로나가 유지
히로나가 유지(일본어: 廣長 優志, 1975년 7월 25일 ~ )는 일본의 전 축구 선수이다.

## 구단 경력
1994년 J1리그의 베르디 가와사키(도쿄 베르디)에 입단했다. 1994년에 J1리그 우승을 차지했다. 1998년부터 1999년까지 감바 오사카에서 뛰었다. 2002년 J2리그의 요코하마 FC로 이적했다. 2003년 J1리그의 세레소 오사카로 이적했다. 2004년후 현역 은퇴.

## 국가대표팀 경력
그는 1996년 하계 올림픽에 참가할 일본 U-23 국가대표팀에 발탁되었으며, 2경기에 출전했다.